# Fédération gabonaise de football
La Fédération gabonaise de football (FEGAFOOT) est une association fondée en 1962. Elle organise les compétitions nationales et les matchs internationaux de la sélection du Gabon. Elle est affiliée à la FIFA depuis 1963 et elle est membre de la CAF depuis 1986.

## Histoire
Parmi les membres fondateurs en 1962, on citera tout d'abord Augustin Chango, qui eut l'honneur d'être également le premier président de la Fédération gabonaise de football. Augustin Chango étant alors aussi bien à la tête de la Fédération gabonaise de football qu'à la tête de Ligue de football de l'Estuaire.
En effet, à cette époque, il n'était pas rare de voir la sélection de Libreville faire office de sélection nationale. 
De même, bon nombre de dirigeants de la Ligue de football de l'Estuaire figurent ainsi parmi les membres fondateurs de la Fédération gabonaise de football : Albert Nkoghe Bekale, Georges Gnambault, Anguilé, Joseph Makosso, Paul Mamadou Ndiaye Emane, Jules Owanlele, Richard Ambouroue, Auguste Walker, Adrien Adjaeno, etc.
Parmi les premiers joueurs dès 1962 : Martin Ossey, Aristide Posso, Lamine Diop notamment.